# Lobelia sumatrana
Lobelia sumatrana är en klockväxtart som beskrevs av Elmer Drew Merrill. Lobelia sumatrana ingår i släktet lobelior, och familjen klockväxter.
Artens utbredningsområde är Sumatera. Inga underarter finns listade i Catalogue of Life.